# بمبئی زندگی من
بمبئی زندگی من (به هندی: Mumbai Meri Jaan) فیلمی محصول سال ۲۰۰۸ و به کارگردانی نیشیکانت کامات است. در این فیلم بازیگرانی همچون رانگاناتان مدهوان، سوها علی خان، کی کی منون، پارش راوال، عرفان خان ایفای نقش کرده‌اند.